# Charlotte van der Waals
Charlotte van der Waals (Amsterdam, 4 april 1949) is een Nederlands industrieel ontwerpster. 
Charlotte van der Waals volgde haar opleiding aan de Gerrit Rietveld Academie te Amsterdam en studeerde af met een serie industrieel vervaardigde armbanden in 1971, waarmee ze bekendheid als sieraadontwerper verwierf. Haar kofferslot-armband uit 1973 is in verschillende museumcollecties opgenomen.
In 1981 ontwierp ze een serie kandelaars die voor lange periode verkocht werden in het Museum of Modern Art (MoMa) in New York. Later is ook haar ontwerp van haar opvouwbare vaas of Folding Flower Vase in de winkel van het MoMa opgenomen. 
Charlotte van der Waals won in 1986 de "Most Innovative use of Design" Award op de Accent on Design Show in New York voor haar ontwerp van de Folding Flower Vase. En ze heeft gedurende haar carrière als gastdocente lesgegeven op onder meer de Academie voor Beeldende Kunsten, Arnhem, de Hogeschool voor de Kunsten, Utrecht en de Design Academy, Eindhoven.
Haar meest recente ontwerp is die van de Waals World Watch. Een gepatenteerd tafelklokje, die de tijd in 24 plaatsen over de wereld aangeeft.
Al haar ontwerpen vallen onder het beheer van haar eigen ontwerpstudio Studio TRV (Toegepast ruimtelijke vormgeving).

## Werk in openbare collecties (selectie)
- Museum Boijmans Van Beuningen, Rotterdam
- Museum voor Moderne Kunst Arnhem
- Stedelijk Museum, Amsterdam
- Stedelijk Museum 's-Hertogenbosch

## Tentoonstellingen (selectie
- 1986 - 10 Jaar Ra, Galerie Ra, Amsterdam
- 1991 - De feestdis, Galerie Ra, Amsterdam
- 2000 - Op de huid, sieraden uit de collectie, Museum voor Moderne Kunst Arnhem
- 2013 - Dare to wear, sieraden uit de collectie Paul Derrez / Willem Hoogstede, CODA, Apeldoorn